# ژول اسبروگلیا
ژول اسبروگلیا (۱۰ ژوئیه ۱۹۲۹–۲۱ آوریل ۲۰۰۷)، یک فوتبالیست اهل فرانسه بود که در پست مدافع میانی بازی می‌کرد.

## بیوگرافی
او در سال ۱۹۵۹، جایزه ستاره طلایی را از فرانس فوتبال دریافت کرد و به عنوان بهترین فوتبالیست حرفه‌ای فصل جاری انتخاب شد. او با تیم آنژه در فینال جام حذفی فرانسه ۱۹۵۷ (با شکست ۳-۶ مقابل تولوز اف‌سی) حضور داشت.
او در تیم‌های آنژه (۵۹–۱۹۵۲)، المپیک لیون (۶۰–۱۹۵۹) و اف‌سی روآن (۶۲–۱۹۶۰) بازی می‌کرد. او سپس به عنوان بازیکن در آ‌اس شربورگ (۱۹۶۲-۱۹۶۴) و بازیکن-مربی در آ اس مونتفراند (۶۵-۱۹۶۴) و سپس به عنوان مربی تمام وقت در همان باشگاه (۶۷-۱۹۶۴) به کار خود ادامه داد.
ژول اسبروگلیا مدتی نیز در تیم ملی نوجوانان فرانسه و تیم بی ملی فرانسه بازی می‌کرد. او در سالیز در نزدیکی پرپینیان (پیرنه-اورینتال) بازنشسته شد.